# 沙維亞·巴禾·基文尼斯
沙維亞·巴禾·基文尼斯（Xavier Bravo Gimenez），生於西班牙加泰羅尼亞，曾在世界著名球會巴塞隆拿任職青年隊主教練。

## 教練生涯
巴禾生於西班牙巴塞隆拿的加泰羅尼亞，早年擔任巴塞隆拿U11至12青少年組別主教練、U14歲組別助教，以及巴塞隆拿足球學校的7至12歲學童的教練及聯絡員，到2013年1月，他獲香港足總聘為香港青年隊主教練，直到2017年11月，由於他獲得巴塞隆拿安排在美國發展的機會，故選擇離職接受新挑戰。 

## 球場以外
巴禾為西班牙加泰羅尼亞公民，能操流利的西班牙語和加泰隆尼亞語及英語，持有由佐翰告魯夫學院頒發的體育運動科學的商業，及行政管理碩士課程，以及巴塞隆拿大學頒發的體育及運動學士學位，同時他擁有歐洲足協認可的專業教練資格。